# 사도 (2015년 영화)
《사도》는 2015년에 개봉한 대한민국의 사극 영화로, 조선시대 영조가 사도세자를 살해한 임오화변을 그린 작품이다. 왕과 세자로 만나 아버지와 아들의 연을 잇지 못한 운명, 비극적인 가족사를 다룬 영화이다.

## 줄거리
어린 시절 남다른 총명함으로 아버지 영조의 기쁨이 되었으나 점점 예술과 무예에 관심을 두고 자유분방한 기질을 지니게 된 세자(유아인)는 아버지 영조(송강호)의 바람대로 완벽한 세자가 되고 싶었지만 자신의 진심을 몰라주고 다그치기만 하는 아버지를 점점 원망하게 된다. 그리고 아버지와 아들의 비극이 시작된다.

## 캐스팅
- 송강호 - 영조 역
- 유아인 - 사도세자 역
  - 안정우 - 4세 사도 역
  - 엄지성 - 10세 사도 역
- 문근영 - 혜경궁 홍씨 역
  - 신수연 - 어린 혜경궁 홍씨 역
- 전혜진 - 영빈 역
- 김해숙 - 인원왕후 역
- 박원상 - 홍봉한 역
- 이효제 - 세손 역
  - 소지섭 - 정조 역 (특별출연)
- 이대연 - 김상로 역
- 강성해 - 김한구 역
- 최덕문 - 홍인한 역
- 정석용 - 홍내관 역
- 최민철 - 채제공 역
- 진지희 - 화완옹주 역
  - 신비 - 어린 화완옹주 역
- 박명신 - 정성왕후 역
- 서예지 - 정순왕후 역
- 박소담 - 내인 문소원 역
- 조승연 - 이천보 역
- 이광일 - 민백상 역
- 정찬훈 - 이후 역
- 차순배 - 박내관 역
- 김민규 - 김귀주 역
- 최지웅 - 내금위장 역
- 이지완 - 별감대장 역
- 정해균 - 소경박수 역
- 이신우 - 보조박수 역
- 도광원 - 보조박수 역
- 윤사비나 - 비구니 역
- 조윤정 - 비구니 역
- 변민지 - 기생 역
- 김태린 - 기생 역
- 안현숙 - 기생 역
- 허동수 - 김별감 역
- 방성창 - 12별감 역
- 염시훈 - 12별감 역
- 이동철 - 12별감 역
- 유동균 - 12별감 역
- 정호 - 12별감 역
- 나주호 - 12별감 역
- 조위상 - 12별감 역
- 조용준 - 12별감 역
- 고민영 - 12별감 역
- 안재원 - 12별감 역
- 김일영 - 12별감 역
- 김경원 - 최상궁 역
- 조하석 - 나경언 역
- 한국진 - 나내관 역
- 김진혁 - 유생대표 역
- 손덕기 - 홍낙인 역
- 김대진 - 친국장 죄인 역
- 박윤호 - 친국장 죄인 역
- 이현철 - 요괴탈 쓴 내관 역
- 김철진 - 요괴탈 쓴 내관 역
- 김우진 - 호조판서 역
- 강현중 - 수어사 역
- 이용도 - 시강원 관원 역
- 서승원 - 시강원 관원 역
- 김혜인 - 중전후보 역
- 최수빈 - 중전후보 역
- 김서원 - 냄새별감 역
- 송명근 - 대신 1 역
- 최진영 - 대신 2 역
- 권범택 - 늙은대신 역
- 최유진 - 문소원 첫째 딸 역
- 김가현 - 문소원 둘째 딸 역
- 이현정 - 세손빈 역
- 김인정 - 혜경궁 친정어머니 역
- 김정원 - 감찰상궁 역
- 박상연 - 혜경궁 상궁 역
- 서은 - 상의원 내인 역
- 성찬호 - 승지 역
- 어주선 - 염관 역
- 진윤경 - 생황 연주자 역
- 이우정 - 사도 고모들 역
- 양지혜 - 사도 고모들 역
- 변우종 - 정조 내금위장 역
- 남열 - 정조 내관 역
- 조남희 - 정조 도승지 역
- 손동일 - 세자시강원 당상관 역
- 김성필 - 세자시강원 당상관 역
- 김상훈 - 세자시강원 당상관 역
- 정서인 - 산파상궁 역
- 이민혜 - 왕가 여자 친인척 역
- 김시은 - 왕가 여자 친인척 역
- 최희영 - 왕가 여자 친인척 역
- 최선규 - 왕가 남자 친인척 역
- 윤하람 - 이공 역

## 음악

### OST
꽃이 피고 지듯이 작곡조승우
| #            | 제목                             | 작곡                           | 재생 시간 |
| ------------ | -------------------------------- | ------------------------------ | --------- |
| 1.           | 〈아모리 - 만조상해원경〉        | 방준석, 고예진, 임미란, 최유미 | 2:09      |
| 2.           | 〈사도〉                         | 방준석, 고예진, 임미란, 최유미 | 3:50      |
| 3.           | 〈어느 문으로 가오리까〉         | 방준석, 고예진, 임미란, 최유미 | 1:35      |
| 4.           | 〈죽느냐 사느냐〉                | 방준석, 고예진, 임미란, 최유미 | 4:53      |
| 5.           | 〈어둠 속으로〉                  | 방준석, 고예진, 임미란, 최유미 | 2:01      |
| 6.           | 〈호시절〉                       | 방준석, 고예진, 임미란, 최유미 | 1:04      |
| 7.           | 〈아비의 마음〉                  | 방준석, 고예진, 임미란, 최유미 | :40       |
| 8.           | 〈대처분〉                       | 방준석, 고예진, 임미란, 최유미 | 2:06      |
| 9.           | 〈가례〉                         | 방준석, 고예진, 임미란, 최유미 | :42       |
| 10.          | 〈왕의 까탈〉                    | 방준석, 고예진, 임미란, 최유미 | 2:45      |
| 11.          | 〈환(幻)〉                       | 방준석, 고예진, 임미란, 최유미 | 2:23      |
| 12.          | 〈왕이 되면 알리라〉             | 방준석, 고예진, 임미란, 최유미 | 2:14      |
| 13.          | 〈아들의 마음〉                  | 방준석, 고예진, 임미란, 최유미 | 1:17      |
| 14.          | 〈대리청정 1〉                   | 방준석, 고예진, 임미란, 최유미 | 1:41      |
| 15.          | 〈엇갈림〉                       | 방준석, 고예진, 임미란, 최유미 | 1:29      |
| 16.          | 〈대리청정 2〉                   | 방준석, 고예진, 임미란, 최유미 | 1:59      |
| 17.          | 〈친국〉                         | 방준석, 고예진, 임미란, 최유미 | 2:00      |
| 18.          | 〈사도의 능행〉                  | 방준석, 고예진, 임미란, 최유미 | 1:57      |
| 19.          | 〈용꿈〉                         | 방준석, 고예진, 임미란, 최유미 | 1:35      |
| 20.          | 〈대왕대비〉                     | 방준석, 고예진, 임미란, 최유미 | 1:04      |
| 21.          | 〈진혼 - 만조상해원경〉          | 방준석, 고예진, 임미란, 최유미 | 1:36      |
| 22.          | 〈물벼락〉                       | 방준석, 고예진, 임미란, 최유미 | :50       |
| 23.          | 〈몽이〉                         | 방준석, 고예진, 임미란, 최유미 | :47       |
| 24.          | 〈간택〉                         | 방준석, 고예진, 임미란, 최유미 | 1:34      |
| 25.          | 〈무덤방 - 망자해원경 - 옥추경〉 | 방준석, 고예진, 임미란, 최유미 | 1:59      |
| 26.          | 〈의대증〉                       | 방준석, 고예진, 임미란, 최유미 | 2:29      |
| 27.          | 〈물 한 잔〉                     | 방준석, 고예진, 임미란, 최유미 | 1:23      |
| 28.          | 〈세손의 능행〉                  | 방준석, 고예진, 임미란, 최유미 | 1:41      |
| 29.          | 〈떳떳하냐〉                     | 방준석, 고예진, 임미란, 최유미 | 1:14      |
| 30.          | 〈올 것이 왔구려〉               | 방준석, 고예진, 임미란, 최유미 | 1:00      |
| 31.          | 〈사배〉                         | 방준석, 고예진, 임미란, 최유미 | 1:37      |
| 32.          | 〈물렀거라!〉                    | 방준석, 고예진, 임미란, 최유미 | :44       |
| 33.          | 〈뒤주와의 대화〉                | 방준석, 고예진, 임미란, 최유미 | 6:22      |
| 34.          | 〈늙은 애비〉                    | 방준석, 고예진, 임미란, 최유미 | 2:50      |
| 35.          | 〈개선가〉                       | 방준석, 고예진, 임미란, 최유미 | 2:05      |
| 36.          | 〈너를 생각하며 슬퍼하노라〉     | 방준석, 고예진, 임미란, 최유미 | 3:27      |
| 37.          | 〈애통은 애통이고〉              | 방준석, 고예진, 임미란, 최유미 | 1:40      |
| 38.          | 〈의리는 의리다〉                | 방준석, 고예진, 임미란, 최유미 | :32       |
| 39.          | 〈슬픈 즉위식〉                  | 방준석, 고예진, 임미란, 최유미 | 3:04      |
| 40.          | 〈또 다시 사배〉                 | 방준석, 고예진, 임미란, 최유미 | :24       |
| 41.          | 〈왕이 춤춘다 (사도 테마)〉      | 방준석, 고예진, 임미란, 최유미 | :59       |
| 총 재생 시간 | 총 재생 시간                     | 총 재생 시간                   | 1:17:21   |

- 소경박수 - 정해균
- 보조박수 - 이신우 도광원
- 오케스트라 - The City of Prague Philharmonic Orchestra
- 생황/피리 - 진윤경
- 가야금 - 이지언
- 집박 - 권형석
- 대금 - 박태순, 김재용, 곽동호, 김원식, 반동준
- 피리 - 박준구, 권형준, 김건태, 윤창휘
- 해금 - 이재용, 윤병준
- 아쟁 - 김형구, 김언호
- 가야금 - 장홍렬, 윤상현
- 거문고 - 김무성, 이진우
- 장구 - 김한샘
- 좌고 - 손대현
- 나발-  이가람, 안태훈
- 나각 - 김동호, 조정민
- 태평소 - 남기문, 김대환
- 용고 - 박열기, 박창기
- 자바라 - 심광수
- 징 - 이요섭

### 주제곡
| #  | 제목                          | 작사   | 작곡   | 재생 시간 |
| -- | ----------------------------- | ------ | ------ | --------- |
| 1. | 〈꽃이 피고 지듯이〉 (조승우) | 방준석 | 방준석 | 3:37      |

### 뮤직비디오
1. 《사도》 첫 번째 뮤직비디오
2. 《사도》 두 번째 뮤직비디오

## 수상 및 후보
| 연도 | 시상식                             | 상/부문                    | 수상자/후보자                               | 결과 |
| ---- | ---------------------------------- | -------------------------- | ------------------------------------------- | ---- |
| 2015 | 제35회 한국영화평론가협회상        | 최우수작품상               | 사도                                        | 수상 |
| 2015 | 제35회 한국영화평론가협회상        | 감독상                     | 이준익                                      | 후보 |
| 2015 | 제35회 한국영화평론가협회상        | 남우주연상                 | 송강호                                      | 후보 |
| 2015 | 제35회 한국영화평론가협회상        | 남우주연상                 | 유아인                                      | 후보 |
| 2015 | 제35회 한국영화평론가협회상        | 각본상                     | 조철현, 이송원, 오승현                      | 수상 |
| 2015 | 제35회 한국영화평론가협회상        | 촬영상                     | 김태경                                      | 후보 |
| 2015 | 제35회 한국영화평론가협회상        | 음악상                     | 방준석                                      | 수상 |
| 2015 | 제35회 한국영화평론가협회상        | 10대 영화상                | 사도                                        | 수상 |
| 2015 | 제52회 대종상                      | 최우수작품상               | 사도                                        | 후보 |
| 2015 | 제52회 대종상                      | 감독상                     | 이준익                                      | 후보 |
| 2015 | 제52회 대종상                      | 남우주연상                 | 유아인                                      | 후보 |
| 2015 | 제52회 대종상                      | 여우조연상                 | 김해숙                                      | 수상 |
| 2015 | 제52회 대종상                      | 음악상                     | 방준석                                      | 후보 |
| 2015 | 제52회 대종상                      | 미술상                     | 강승용                                      | 후보 |
| 2015 | 제52회 대종상                      | 의상상                     | 심현섭                                      | 후보 |
| 2015 | 제36회 청룡영화상                  | 최우수작품상               | 사도                                        | 후보 |
| 2015 | 제36회 청룡영화상                  | 감독상                     | 이준익                                      | 후보 |
| 2015 | 제36회 청룡영화상                  | 남우주연상                 | 송강호                                      | 후보 |
| 2015 | 제36회 청룡영화상                  | 남우주연상                 | 유아인                                      | 수상 |
| 2015 | 제36회 청룡영화상                  | 여우조연상                 | 전혜진                                      | 수상 |
| 2015 | 제36회 청룡영화상                  | 각본상                     | 조철현, 이송원, 오승현                      | 후보 |
| 2015 | 제36회 청룡영화상                  | 촬영조명상                 | 김태경(촬영), 홍승철(조명)                  | 수상 |
| 2015 | 제36회 청룡영화상                  | 편집상                     | 김상범, 김재범                              | 후보 |
| 2015 | 제36회 청룡영화상                  | 미술상                     | 강승용                                      | 후보 |
| 2015 | 제36회 청룡영화상                  | 음악상                     | 방준석                                      | 수상 |
| 2015 | 제19회 탈린 블랙나이츠 영화제      | 그랑프리 (메인 경쟁부문)   | 사도 (이준익, 오승현 대표, 성창윤 프로듀서) | 수상 |
| 2015 | 제19회 탈린 블랙나이츠 영화제      | 심사위원상 - 음악상        | 방준석                                      | 수상 |
| 2015 | 제5회 아름다운 예술인상            | 영화예술인상               | 유아인(베테랑과 함께)                       | 수상 |
| 2015 | 제2회 한국영화제작가협회상         | 여우조연상                 | 전혜진                                      | 수상 |
| 2015 | 제2회 한국영화제작가협회상         | 각본상                     | 조철현, 이송원, 오승현                      | 수상 |
| 2015 | 제2회 한국영화제작가협회상         | 음향상                     | 최태영                                      | 수상 |
| 2015 | 2015 씨네21 영화상                 | 올해의 남자배우상          | 유아인 (베테랑과 함께)                      | 수상 |
| 2015 | 2015 씨네21 영화상                 | 올해의 시나리오상          | 조철현, 이송원, 오승현                      | 수상 |
| 2015 | 2015 한국영화배우협회 스타의 밤    | 톱감독상                   | 이준익                                      | 수상 |
| 2015 | 2015 한국영화배우협회 스타의 밤    | 대한민국 톱스타상          | 유아인 (베테랑과 함께)                      | 수상 |
| 2016 | 제7회 올해의 영화상                | 작품상                     | 사도                                        | 수상 |
| 2016 | 제7회 올해의 영화상                | 남우주연상                 | 유아인                                      | 수상 |
| 2016 | 제7회 올해의 영화상                | 남우조연상                 | 전혜진                                      | 수상 |
| 2016 | 제20회 새틀라이트상                | 최우수외국어영화상         | 사도                                        | 후보 |
| 2016 | 제20회 새틀라이트상                | 의상상                     | 심현섭                                      | 후보 |
| 2016 | 제11회 맥스무비 최고의 영화상      | 최고의 작품상              | 사도                                        | 후보 |
| 2016 | 제11회 맥스무비 최고의 영화상      | 최고의 감독상              | 이준익                                      | 후보 |
| 2016 | 제11회 맥스무비 최고의 영화상      | 최고의 여자조연배우상      | 전혜진                                      | 후보 |
| 2016 | 제11회 맥스무비 최고의 영화상      | 최고의 포스터상            | 사도                                        | 후보 |
| 2016 | 제11회 맥스무비 최고의 영화상      | 최고의 예고편상            | 사도                                        | 후보 |
| 2016 | 제10회 아시안 필름 어워드          | 의상상                     | 심현섭, 이지연                              | 수상 |
| 2016 | 제10회 아시안 필름 어워드          | 음악상                     | 방준석                                      | 후보 |
| 2016 | 제10회 아시안 필름 어워드          | 넥스트 제너레이션상        | 유아인 (베테랑과 함께)                      | 수상 |
| 2016 | 제21회 춘사영화상                  | 최우수감독상               | 이준익                                      | 후보 |
| 2016 | 제21회 춘사영화상                  | 남우주연상                 | 유아인                                      | 수상 |
| 2016 | 제21회 춘사영화상                  | 여우조연상                 | 전혜진                                      | 후보 |
| 2016 | 제21회 춘사영화상                  | 각본상                     | 조철현                                      | 수상 |
| 2016 | 제52회 백상예술대상                | 영화부문 대상              | 이준익 (동주와 함께)                        | 수상 |
| 2016 | 제52회 백상예술대상                | 영화부문 남자 최우수연기상 | 송강호                                      | 후보 |
| 2016 | 제52회 백상예술대상                | 영화부문 남자 최우수연기상 | 유아인                                      | 후보 |
| 2016 | 제52회 백상예술대상                | 영화부문 여자 조연상       | 전혜진                                      | 후보 |
| 2016 | 제25회 부일영화상                  | 여우조연상                 | 전혜진                                      | 후보 |
| 2016 | 제25회 부일영화상                  | 미술상                     | 강승용                                      | 후보 |
| 2016 | 제25회 부일영화상                  | 음악상                     | 방준석                                      | 후보 |
| 2016 | 제4회 바르셀로나 아시아 영화제     | 파노라마 부문 최우수작품상 | 사도 (이준익)                               | 수상 |
| 2016 | 제10회 아시아 퍼시픽 스크린 어워드 | 감독상                     | 이준익                                      | 후보 |
| 2016 | 제10회 아시아 퍼시픽 스크린 어워드 | 남우주연상                 | 송강호                                      | 후보 |
| 2016 | 제47회 인도 국제 영화제            | 황금공작상 (국제경쟁부문)  | 사도 (이준익)                               | 후보 |
| 2016 | 제47회 인도 국제 영화제            | 은공작상 - 심사위원특별상  | 사도 (이준익)                               | 수상 |

## 같이 보기
- 대한민국의 아카데미 외국어 영화상 출품작